# سیستم تصویر مرکاتور

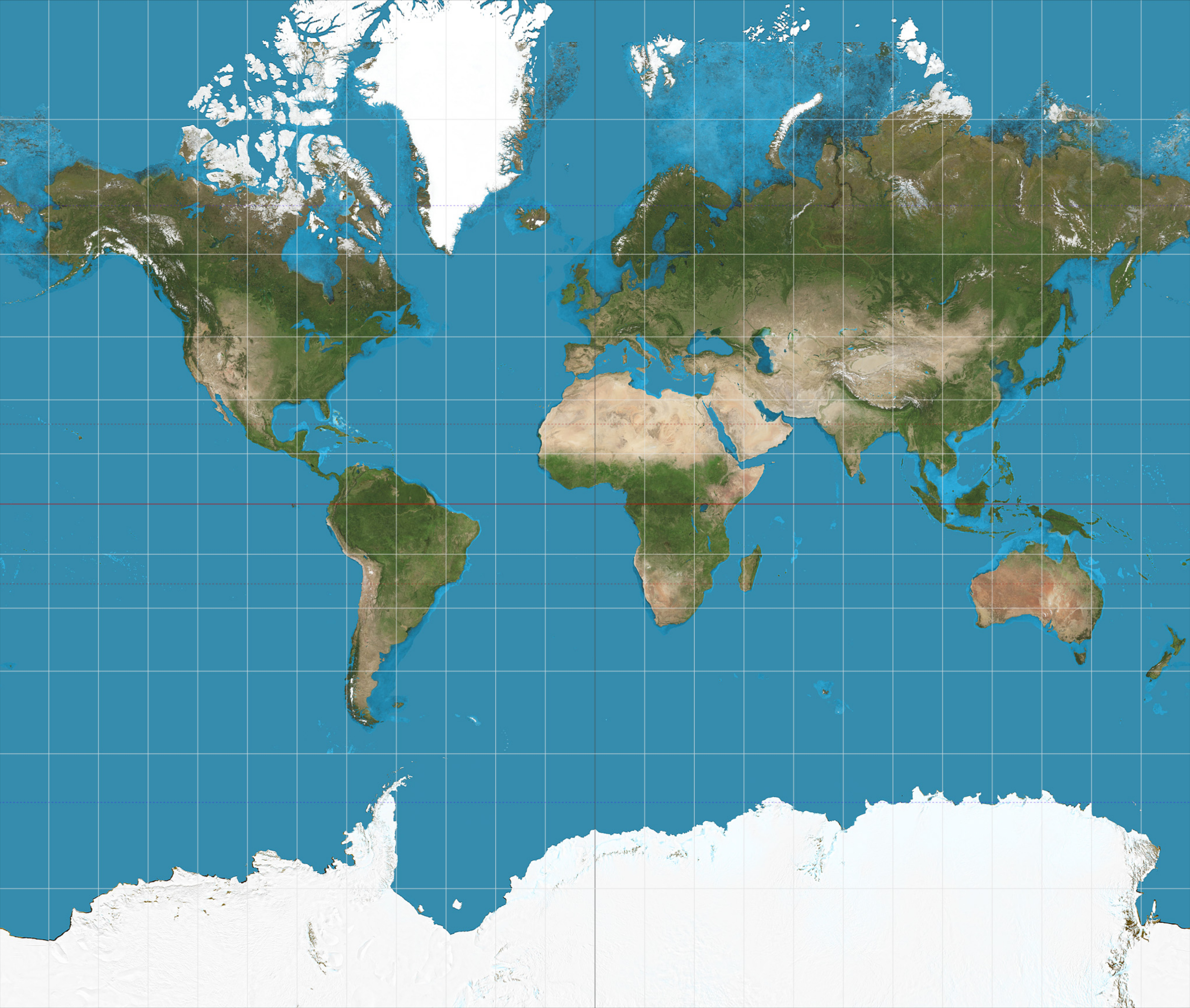
نقشه جهان با سیستم تصویر مرکاتور از ۸۲ درجه شمالی تا ۸۲ درجه جنوبی

سیستم تصویر مرکاتور یا فراتابی مرکاتور (انگلیسی: Mercator projection) نوعی ترسیم استوانه‌ای نقشه است که توسط گراردوس مرکاتور جغرافی‌دان فلاندری در سال ۱۵۶۹ معرفی شد. سیستم تصویر مرکاتور به دلیل قابلیت نمایش خطوط با زاویه  ثابت که به نام خطوط هم‌گوشه شناخته می‌شود، به سیستم تصویری استاندارد برای تهیه نقشه‌های دریایی تبدیل شد. خطوط هم‌گوشه همه نصف‌النهارها را با زاویه‌ای معین و یکسان قطع می‌نماید. اگرچه در سیستم تصویر مرکاتور، مقیاس خطی در اطراف یک نقطه در همه جهت‌ها یکسان است و در نتیجه زاویه و شکل پدیده‌های کوچک بدون تغییر باقی می‌ماند ولی با افزایش عرض جغرافیایی از استوا به سمت قطب‌ها به دلیل بی‌نهایت شدن مقیاس، شکل و اندازه پدیده‌ها دچار تغییر و اعوجاج می‌شود. برای نمونه خشکی‌های بزرگی مانند گرینلند و جنوبگان بسیار بزرگ‌تر از اندازه واقعی خود نسبت به خشکی‌هایی مانند آفریقا دیده می‌شوند.